# Toodyay Road
La Toodyay Road ou route de Toodyay est une route d'Australie-Occidentale, allant de la banlieue nord-est de Perth à Middle Swan, en passant par Gidgegannup et Bailup (en), jusqu'à la ville de Toodyay. Elle est indiquée comme State Route 50.
Elle remonte l'escarpement de Darling à Red Hill et traverse la partie la plus à l'est de la région  de la Cité de Swan.

## Histoire
Une route menant a Toodyay est répertoriée depuis au moins 1838. Initialement appelée Newcastle Road, le nom de la route n'est  officiellement enregistré qu'en 1932, lorsque le conseil municipal de Midland Junction est informé par le Department of Lands and Surveys  d'un certain nombre de routes sans nom. Il a été décidé que ce serait alors une bonne occasion de renommer la route pour refléter le changement de nom de Newcastle en Toodyay qui s'était produit en 1910.